# 2012 en gymnastique
| Années de la gymnastique : 2009 - 2010 - 2011 - 2012 - 2013 - 2014 - 2015    |
| Décennies de la gymnastique : 1980 - 1990 - 2000 - 2010 - 2020 - 2030 - 2040 |

Les faits marquants de l'année 2012 en gymnastique

## Principaux rendez-vous
Coupe du monde de gymnastique artistique 2012 - Coupe du monde de gymnastique rythmique 2012
- 12 au 14 avril 2012 : 23e championnat d'Europe de trampoline à Saint-Pétersbourg.
- 16 au 18 avril 2012 : 23e championnat du monde de gymnastique acrobatique à Lake Buena Vista.
- 9 au 13 mai 2012 : 29e championnats d'Europe de gymnastique artistique féminine 2012 à Bruxelles.
- 23 au 27 mai 2012 : 30e championnats d'Europe de gymnastique artistique masculine 2012 à Montpellier.
- 30 mai au 3 juin 2012 : 28e championnats d'Europe de gymnastique rythmique 2012 à Nijni Novgorod.
- 1 au 3 juin 2012 :12e championnat du monde de gymnastique aérobic à Sofia.
- 9 et 10 juin : championnats de France Élite à Nantes.
- 27 juillet au 12 août 2012 : gymnastique aux Jeux olympiques d'été de 2012.

## Décès
- Jean Tschabold